# Automóviles Fernández y Aymerich
L'Automóviles Fernández y Aymerich conosciuta anche con l'acronimo AFA era una microcar prodotta a Barcellona intorno al 1943.

## Storia
L'autovettura è stata sviluppata, negli anni successivi alla fine della guerra civile spagnola, dal meccanico Juan Aymerich con l'ausilio di Jaime Morera e Luis Fernández-Roca. L'intenzione era quella di offrire al mercato un'automobile per le classi medio alte. Dell'auto è stata prodotto unicamente un prototipo che ha ottenuto ottime recensioni dalla stampa del tempo, in quanto definita come auto nazionale idonea ad accrescere il livello di motorizzazione della Spagna. A causa di problemi burocratici e alla morte di Aymerich avvenuta nel 1946, non si arrivò mai alla produzione in scala dell'automezzo. Nel 2008, un discendente di Aymerich ha ceduto il prototipo al museo della scienza e della tecnologia della Catalonia, con sede a Terrassa, che ha operato un restauro del veicolo.